# Ils ont combattu pour la patrie
Pour plus de détails, voir Fiche technique et Distribution.
Ils ont combattu pour la patrie (en russe : Они сражались за Родину, Oni srazhalis za rodinu) est un film de guerre soviétique réalisé par Sergueï Bondartchouk en 1975, l'adaptation du roman éponyme de Mikhaïl Cholokhov. Le film est produit par la société Mosfilm.

## Synopsis
En juillet 1942, devant l'offensive allemande, le 38e régiment d'artillerie se replie vers Stalingrad. Épuisés par une marche de trente kilomètres faite dans la matinée, la troupe arrive dans un petit village situé sur la rive droite du Don. Elle s'y arrête et les soldats en profitent pour se refaire, boire, manger, fumer, discuter, se confier, dormir, se baigner, réparer du matériel, aller à la pêche aux écrevisses, etc. et pour Pétia c'est aussi découvrir la gent féminine locale et au passage encaisser les critiques très sévères d'une vieille paysanne qui les prend pour de lâches fuyards.
Pour le spectateur ce témoignage est l'occasion de découvrir l'état d'esprit de ces unités et de ses individualités qui sous l'uniforme cachent des histoires personnelles très différentes et divers milieux qui expliquent la variété des comportements dans ces conditions exceptionnelles.
L'ordre étant donné de tenir la hauteur voisine jusqu'à l'arrivée des renforts, chaque soldat creuse son trou pour se protéger lors des combats. Ils commencent avec un avion qui mitraille leurs positions puis continuent avec l'attaque de nombreux blindés suivis de fantassins. L'ennemi repoussé c'est au tour de l'aviation nazie de les bombarder; Nikolaï est gravement blessé. L'affrontement reprend et se termine par une charge à la baïonnette. À la tombée de la nuit, c'est un spectacle d'apocalypse, la steppe est en feu, des moutons épouvantés s'égarent parmi les tanks et les soldats soviétiques, méconnaissables, à bout de forces, regagnent leur cantonnement.
Profitant du répit, ils renforcent leurs positions et creusent près du village tout un réseau de tranchées. Pour tous la vie reprend et Pétia en profite pour faire une nouvelle connaissance féminine. Mais l'ennemi s'acharne et c'est de nouveau l'attaque des fantassins et des chars qui pénètrent jusqu'au village mais les lignes de défense résistent ; l'aviation revient à la charge et il s'ensuit un terrible bombardement meurtrier qui laisse les survivants sonnés.
Le régiment reçoit l'ordre de franchir le Don et de s'installer sur l'autre rive. Après avoir enterré leur lieutenant l'unité apprend que malgré les pertes elle n'ira pas dans un centre de regroupement et sera maintenue. On retrouve Ivan au poste de secours où comme la plupart des très nombreux blessés il est "opéré" sans anesthésie dans de grandes souffrances partagées en partie par le personnel soignant qui doit faire un travail épuisant pour le corps et les nerfs.
De l'autre côté du fleuve, la troupe affamée qui espère se restaurer dans un village ne trouve rien à manger, malgré l'initiative cocasse de Pétia. Mais le président du kolkhoze débloque de la nourriture car il a compris qu'il n'avait pas affaire à des fuyards mais à de vrais héros.
Enfin les rescapés sont rejoints par les renforts tant espérés. Bouleversés, ils retrouvent Nikolaï, et tous, malgré l'état de leur copain et l'enfer qu'ils viennent de vivre, sont à nouveau prêts pour d'autres combats.

## Fiche technique
- Titre original : (en russe : Они сражались за Родину)
- Titre français : Ils ont combattu pour la patrie.
- Réalisation : Sergueï Bondartchouk.
- Assistant réalisateur : Vladimir Nikolaïevitch Dostal (ru).
- Scénario : Sergueï Bondartchouk et Mikhaïl Cholokhov d'après son roman éponyme.
- Musique : Viatcheslav Ovtchinnikov.
- Décors : Feliks Ivanovitch Iassioukevitch (ru)
- Costumes : Nadejda Bouzina.
- Photographie : Vadim Ioussov.
- Son : Iouri Mikhaïlov.
- Montage : Elena Mikhaïlova.
- Production : Premier groupement.
- Société de production : Studios Mosfilm à Moscou.
- Pays de production : République socialiste fédérative soviétique de Russie.
- Langue originale : russe.
- Format : Couleurs (Sovcolor) - 70 mm 6-Track - 2,20:1 -
- Genre : Drame et guerre.
- Durée : 137 minutes.
- Date de sortie :
  -  France : 22 mai 1975 au Festival de Cannes.

## Distribution
- Tatiana Bojok (ru) : infirmière
- Sergueï Bondartchouk : Ivan Zvyaguintsev, diminutif « Vania »
- Stanislav Iourievitch Borodokine (ru) : un soldat
- Gueorgui Bourkov : Alexandre Kopytovski
- Vassili Choukchine : Piotr Fedotovitch Lopakhine, diminutif « Pétia », mineur de fond avant la guerre
- Lia Nikolaïevna Fedosseïeva-Choukchina (ru) : Glacha
- Nikolaï Alekseïevitch Choutko (ru) : le cuistot Piotr Lissitchenko
- Nikolaï Matveïevitch Gorlov (ru) : un ambulancier
- Nikolaï Goubenko : lieutenant Golochiokov
- Natalia Goundareva : la voix de Glacha
- Daniil Ivanovitch Iltchenko (ru) : Louka Mikhalytch, palefrenier dans une ferme laitière.
- Ivan Lapikov : adjudant-chef Poprichenko, charpentier avant la guerre
- Vitali Viktorovitch Leonov (ru) : soldat
- Piotr Vassilievitch Merkouriev (ru) : soldat
- Nonna Mordioukova : Natalia Stepanovna
- Boris Nikolaïevitch Nikiforov (ru) : le capitaine Soumskov
- Youri Nikouline : Nekrasov, paysan avant la guerre
- Anatoli Pereverzev : Khmiz
- Andreï Popov : voix off
- Andreï Rostotski : caporal Kotchétygov
- Guennadi Safronov : le président du kolkhoze
- Evgueni Samoïlov : colonel Martcheno
- Irina Skobtseva : assistante du chirurgien
- Innokenti Smoktounovski : le chirurgien
- Anguelina Iossifovna Stepanova (ru) : une vieille femme
- Mikhaïl Mikhaïlovitch Tchigariov (ru) : soldat
- Viatcheslav Tikhonov : Nikolaï Streltsov, diminutif « Kolia », agronome avant la guerre
- Leonid Anatolievitch Troutnev (ru) : un soldat
- Alekseï Zakharovitch Vanine (ru) : Akim Borzykh
- Nikolaï Volkov : Nikiforov
- Igor Iefimov (ru) : la voix de Piotr Lopakhine
- Iouri Vassilievitch Soloviov (ru) : Piotr Lopakhine, après la mort de Vassili Choukchine

## Distinctions
- 1976 : Prix de l'Union des militants antifascistes de Tchécoslovaquie au XXe Festival international du film de Karlovy Vary.
- 1976 : Prix de la meilleure mise en scène décerné à Sergueï Bondartchouk au XIVe FIF de Panama.
- 1976 : Prix pour la meilleure interprétation des 27 rôles de soldats au XIVe FIF de Panama.
- 1977 : Prix d'État de la RSFSR des frères Vassiliev décerné au réalisateur Sergueï Bondartchouk.
- 1977 : Prix d'État de la RSFSR des frères Vassiliev décerné au directeur de la photographie Vadim Youssov.
- 1977 : Prix du Komsomol léniniste décerné au compositeur du film Viatcheslav Ovtchinnikov.

## Autour du film
- Le film est édité en DVD par R.U.S.C.I.C.O et une partie des renseignements figurant sur cette page en provient.
- Comme dans d'autres films de Sergueï Bondartchouk la mise en scène est présente même sur des arrière-plans très éloignés. Un exemple : les "chevaux" pris de panique, au loin, alors que les avions allemands approchent et bombardent la rive du Don.